# Смирнов Дмитро Миколайович (священнослужитель)
Дмитро Миколайович Смирнов (7 березня 1951 — 21 жовтня 2020) — священнослужитель Російської православної церкви Московського патріархату (митрофорний протоієрей), російський церковний та громадський діяч, прихильник війни Росії проти України, внесений до бази ворогів України центру «Миротворець». Настоятель храму святителя Митрофана Воронезького на Хуторській і ще семи церков в Москві і Московській області. Постійний гість програми «Бесіди з батюшкою» на телеканалі «Союз», ведучий програми «Діалог під годинником» на телеканалі «Спас», раніше вів програму «Російська година». Веде також програми «Благовіщення» на радіо «Радонеж». Засновник і лідер проекту «Окремий дивізіон» — російського православного руху, що займається захистом сімейних цінностей, протидією ювенальної юстиції та боротьбою з абортами.
Відомий своєю місіонерської роботою і різкими висловлюваннями на адресу лібералів. З 2001 по 2013 рік був головою Синодального відділу по взаємодії зі збройними силами та правоохоронними установами. 12 березня 2013 призначений першим заступником голови та керівником апарату Патріаршої комісії з питань сім'ї та захисту материнства.

## Життєпис
Народився в Москві 7 березня 1951 а. Його дід був білим офіцером, а прадід — священником. У 1968 році закінчив фізико-математичну школу № 42. Закінчив художньо-графічний факультет Московського державного заочного педагогічного інституту. Диплом захищав по скульптурі.
У серпні 1978 вступив в Московську духовну семінарію в Сергієвому Посаді, яку закінчив екстерном за два роки, і через рік вступив до Московську духовну академію, яку закінчив також екстерном за півтора року. У 1980 році був призначений священником у штат Хрестовоздвиженського храму в Алтуф'єво в Москві. 1 січня 1991 призначений настоятелем в храм Святителя Митрофана Воронезького, де і служить донині. Одночасно, у міру зростання кількості нових парафіян, став настоятелем ще семи храмів, два з яких знаходяться в Московської області.
17 липня 2001 призначений головою Синодального відділу по взаємодії зі збройними силами та правоохоронними установами. 12 квітня 2009 а удостоєний права носіння митри. 27 березня 2011 нагороджений орденом святого благовірного великого князя Димитрія Донського II ступеня. З 12 березня 2013 звільнений з посади голови Синодального відділу по взаємодії зі Збройними силами та правоохоронними установами і призначений першим заступником голови та керівником апарату Патріаршої комісії з питань сім'ї та захисту материнства. Є проректором Православного Свято-Тихонівського богословського інституту і деканом факультету православної культури Академії ракетних військ стратегічного призначення ім. Петра Великого, співголовою Церковно-громадської ради з біомедичної етики Московського патріархату. 29 травня 2013 Священний синод зберіг за ним членство в Вищої Церковної Ради Руської православної церкви. 2 жовтня 2013 рішенням Священного Синоду призначений головою Патріаршої комісії з питань сім'ї та захисту материнства, яка тоді ж була перейменована в Патріаршу комісію з питань сім'ї, захисту материнства і дитинства, змінивши на цій посаді Патріарха Кирила. З цього приводу він сказав, що тема сім'ї та захисту материнства і дитинства завжди їм «дуже глибоко переживаю, бо сам виріс у багатодітній сім'ї, в дуже важких умовах».
Димитрій Смирнов відомий як борець з пропагандою та проявами гомосексуалізма і педофілії, захисник традиційних християнських цінностей, зокрема, сім'ї та моралі.
Димитрій Смирнов вважає можливим протистояти спробам вилучення дітей із сім'ї за допомогою зброї. На його думку, застосування зброї — незаконний спосіб захистити сім'ю, але цілком виправданий, якщо «нападають на найсвятіше».
У жовтні 2014 Смирнов запропонував заборонити доступ до Інтернету та комп'ютерних ігор особам до 21 року.
26 травня 2015 на слуханнях в Громадській палаті Смирнов фактично прирівняв Радянський Союз до Третьому рейху, заявивши, що «якщо порівняти що зробила радянська влада з нашим народом і діяння Гітлера, то Гітлер — відпочиває. Його зусилля зі знищення нашого народу вдвічі відстають від наших вітчизняних, поміняли свою свідомість людей, які живуть дотепер „, і додавши, що“ Володимир Ілліч Ленін примусив все співтовариство медичне прийняти аборт, як таке не тільки прийнятне, але й бажане явище. І з тих пір ми попереду планети всієї. Для порівняння, в Америці аборт був дозволений тільки в 1972 році. Тобто 50 років фори. За цей час були знищені десятки мільйонів людей». В інтерв'ю виданню «Lenta.ru», опублікованому 11 червня 2015, Смирнов, намагаючись довести, що справжніх атеїстів в Росії трохи, сказав, що «послідовний атеїст повинен покінчити самогубством. Тому що немає сенсу „жити, вчитися і боротися“, якщо після смерті тільки лопух виросте. Вже краще відразу в труну. Але цього ж ні? Значить, атеїсти це не справжні. Бояться чогось». Після цього, керівник прес-служби патріарха Московського і всієї Русі отець Олександр Волков заявив в ефірі радіостанції «Говорить Москва», що слова Смирнова не відображають офіційного ставлення РПЦ до атеїзму, оскільки « це його приватна думка. Кожен священник має право висловлювати свою точку зору і давати ті чи інші, можливо, емоційні оцінки», притому, що Смирнов є головою патріаршої комісії з питань сім'ї.
4 липня 2015 організував групу православних активістів (більше 100 осіб), які увірвалися на місце святкування 20-річчя радіостанції «Срібний дощ» і, зламавши на вході металошукачі та покалічивши по дорозі декілька чоловік, перервали концерт, зайшовши на сцену і вимикаючи апаратуру. Сам Смирнов повалив ведучого концерту Михайла Козирєва, який намагався зупинити священнослужителя. Активісти пояснювали свої дії тим, що «музика заважає молитися» в храмі, що знаходиться в кілометрі звідси. Після приходу поліції група пішла.. «Срібний дощ» попросив прокуратуру перевірити дії протоієрея Дмитра Смирнова і його прихильників.

## Погляди
Заперечував існування українців: «Українці, це ніякі не українці, це росіяни, просто вони на півдні Росії».
Вважав російських чоловіків «ідіотами та виродками» через те, що їх виховують матері без чоловіків, маючи одну дитину в сім'ї.

## Друковані праці
- Протоієрей Дмитро Смирнов. фарисейської лицемірство (проповідь). Проповідь в день пам'яті вифлеємських немовлят. «Важкі» питання // Спаси і сохрани. — 1997. Архівовано з джерела 5 березня 2016
- Протоієрей Димитрій Смирнов. . — 2004. — № 1.
- Протоієрей Димитрій Смирнов. . — М., 2005.